# Airdeconut
Airdeconut fou rei de la Northúmbria conquerida pels vikings, anomenada Jòrvik, del 900 al 902, dates deduïdes per les monedes trobades.

## Monedes trobades
L'any 2011 es va trobar un tresor de monedes i joies antigues a Silverdale, Lancashire. Una de les monedes portava la inscripció AIRDECONUT per un costat i per l'altre les lletres DNS (una abreviació de DOMINUS) REX. DOMINUS REX és una expressió llatina que es pot traduir per «senyor i rei». Els especialistes del Museu Britànic van dir que la paraula Airdeconut devia ser una forma del nom nòrdic Harthacnut. Segons aquests experts, tenint en compte el disseny de la moneda, està relacionada amb les que es van trobar amb les inscripcions dels reis Siefredus i Cnut que van governar el mateix territori conjuntament entre el 895 i el 905. La moneda suggereix que Airdeconut va ser un rei cristià, ja que hi apareix una creu en el revers juntament amb DNS REX.
Aquesta moneda és l'única peça que demostra l'existència d'un governant de Northúmbria anomenat Harthacnut. Segons Gareth Williams, encarregat de les monedes medievals més antigues del museu, feia més de cinquanta anys que no es descobria l'existència d'un rei medieval dels que van governar en territori de la Gran Bretanya; anteriorment, en un tresor trobat el 1840, se n'havien descobert altres dos reis d'origen nòrdic.

## Context històric
És probable que Airdeconut fos un dels diversos reis que van compartir el poder durant l'època de la Northúmbria conquerida pels vikings, a començament del segle x. Aquest període es va caracteritzar per la inestabilitat política, els governants vikings de Dublín van ser expulsats el 902 i alguns d'ells van anar a l'illa de la Gran Bretanya on els regnes anglosaxons començaven a unir-se per formar el regne d'Anglaterra. Alguns van assolir el tron de Jòrvik. Hi van haver moltes batalles dels anglosaxons de Mèrcia i Wessex contra els vikings establerts a Northúmbria i a l'Ànglia de l'Est. Tot va culminar en la batalla de Tettenhall el 910 quan un exèrcit combinat de Wessex i Mèrcia va derrotar els vikings i en la qual van morir alguns reis de Northúmbria entre els quals estaven Eowils i Halfdan.